# Terra Formars
Terra Formars (テラフォーマーズ?, Tera Fōmāzu) è un manga giapponese seinen scritto da Yu Sasuga e disegnato da Kenichi Tachibana. Viene pubblicato da Weekly Young Jump dal 2011. Da settembre 2014, un adattamento anime a cura di Liden Films è stato mandato in onda su Tokyo MX, la serie è trasmessa in Italia tramite simulcast da parte di VVVVID e Crunchyroll. Nel 2016 è andata in onda la seconda serie, denominata Revenge e un film live action diretto da Takashi Miike.

## Trama
Terra, XXI secolo. La sovrappopolazione del pianeta ha indotto i leader mondiali a preparare un piano per colonizzare il pianeta Marte.
Al fine dei rendere il pianeta abitabile, nel 2030 viene inaugurato il progetto "Terraforming", che si propone di modificare l'atmosfera del pianeta per portarlo gradualmente ad assomigliare alla Terra. Vengono così introdotte su Marte due forme di vita terrestri: scarafaggi (scelti per la loro adattabilità ad ambienti estremi) e licheni mutati, che fungeranno da nutrimento per i blattoidei. Insieme avranno il compito di "colorare di nero" la superficie del pianeta e attirare la luce del sole che, scaldandolo, farà evaporare le enormi riserve di CO2 congelate nel sottosuolo marziano, creando un effetto serra che nel corso delle generazioni modificherà il pianeta e lo renderà abitabile.
Anno 2599. Dopo più di 500 anni dall'inizio del progetto terraforming, il pianeta Marte ha raggiunto condizioni di atmosfera e di temperatura simili a quelle terrestri; per tale motivo la U-NASA, l'organizzazione spaziale mondiale,  decide di inviare sul pianeta una squadra di disinfestazione con il compito di eliminare gli scarafaggi dal pianeta e preparare l'insediamento dell'uomo. I membri delle missioni "BUGS", prima di partire, vengono sottoposti a un'operazione che li renderà resistenti alle condizioni non ancora ottimali del pianeta rosso.
Quello che i 15 membri della missione non sanno è che gli scarafaggi, nei 500 anni trascorsi, si sono evoluti diventando delle blatte umanoidi alte circa 2 metri, potentissime, resistentissime, velocissime, e decisamente ostili che uccidono gli esseri umani senza un apparente motivo. L'equipaggio della BUGS1, difatti, era stato massacrato non appena messo piede sul pianeta, ma questa informazione non era necessaria secondo i direttori del progetto. D'altronde, i membri della BUGS2 sono assassini, reietti, emarginati dalla società, insomma: gente sacrificabile, nient'altro che pedine da utilizzare alla stregua delle cavie da laboratorio. Nonostante i potenziamenti che hanno ricevuto i membri della bugs2, che li ha resi  sovraumani similmente agli scarafaggi (infatti, il potenziamento chiamato "insettificazione" li trasforma, per un determinato lasso di tempo, tramite l'iniezione di un farmaco apposito, in determinati insetti amplificando, in forma umana la forza o le specialita degli insetti... es. Una formica di qualche millimetro che pesa  10 milligrammi sposta un peso di 100 milligrammi, nella realtà, rapportandolo a misura di umano con le caratteristiche e la forza di una formica un umano che pesa 80 kg alzerebbe un peso di 800 kg). I 15 astronauti vengono massacrati nel breve volgere di qualche ora e soltanto in due riusciranno a tornare sulla Terra. Uno dei due è Shokichi Komachi, giapponese, il cui potere deriva dalla fusione del suo DNA con quello del calabrone gigante asiatico, un vespide tremendamente aggressivo e feroce.
Nei 20 anni successivi il progetto Terraforming viene abbandonato, ma una nuova emergenza costringe la U-NASA a riaprire il progetto. Difatti, le missioni precedenti hanno riportato dal pianeta rosso un micidiale virus che si sta diffondendo sulla Terra, uccidendo chiunque ne venga infettato. I vertici mondiali tengono la notizia sotto silenzio, ma prima di perdere completamente il controllo dell'infezione decidono di inviare una nuova squadra sul pianeta. Questa volta l'obiettivo non è sterminare gli scarafaggi, cosa rivelatasi quasi impossibile nelle missioni precedenti, ma studiare l'origine del virus per poter creare un vaccino e salvare l'umanità. Memori delle disastrose missioni precedenti, la missione denominata ANNEX1 conterà su 100 soldati che hanno subito l'operazione di fusione genetica con gli insetti. Dopo una dura preparazione, finalmente arriva il giorno della partenza e i soldati, provenienti da ogni parte del globo, sono pronti alla partenza. Giunti nell'orbita di Marte li attende però una sgradevolissima sorpresa; a bordo, infatti, già prima dell'atterraggio ci sono degli scarafaggi marziani, i cosiddetti Terra Formars, che attaccano l'equipaggio e distruggono il deposito del farmaco responsabile dell'attivazione delle abilità speciali. Com'è possibile che i Terra Formars fossero a bordo? Com'è possibile che sapessero esattamente come colpire per distruggere in un colpo solo le capacità guerriere dell'equipaggio? Il capitano Shokichi Komachi ha già vissuto un'esperienza del genere venti anni prima e capisce perfettamente cosa questo voglia dire: qualcuno ha tradito. Adesso, però, il problema non è scoprire chi ha cospirato perché la missione fallisse, ma restare vivi.

## Personaggi

### Equipaggio BUGS2
Shokichi Komachi (小町 小吉?, Komachi Shōkichi)
Doppiato da: Hidenobu Kiuchi
Shokichi è uno dei tre membri giapponesi della spedizione BUGS2 inviata su Marte e uno dei due soli superstiti. Nonostante non ami lo scontro, è mosso da un forte senso di giustizia. Quando aveva 15 anni, ha visto la sua amica d'infanzia Nanao essere violentata dal patrigno è quindi intervenuto col finire, però per uccidere l'uomo a mani nude, pur di proteggerla. Dopo essere stato rilasciato dal carcere minorile, si farà sottoporre all'intervento per seguire di nuovo la sua amica.
Ha 22 anni durante la spedizione del BUGS2 . Dopo aver visto quasi tutti i suoi compagni uccisi dai Terra Formars, tra cui anche Nanao, giura di tornare un giorno per mettere in atto la sua vendetta. I poteri di Shokichi sono basati sul calabrone gigante asiatico, trasformazione che gli dona maggiore forza e la capacità di infliggere dosi letali di veleno con i suoi 2 pungiglioni posti sul dorso delle mani.
Ichiro Hiruma (蛭間 一郎?, Hiruma Ichirō)
Doppiato da: Tomokazu Sugita
L'unico altro sopravvissuto della spedizione BUGS2 quando aveva 18 anni, Ichiro giura di non tornare più su Marte dopo ciò che è successo. Come primogenito di undici fratelli, ha cercato di tradire l'equipaggio del BUGS2 insieme con uno dei suoi compagni, Victoria Wood, una donna africana, al fine di ottenere denaro rubando un uovo di scarafaggio e cercando di partire per la Terra, l'uovo, però, si schiude senza preavviso e gli scarafaggi gemelli che ne fuoriescono, uccidono sia lui sia Victoria. Viene salvato dal suo potere e dall'intervento di Shokichi che combatte ferocemente il resto degli scarafaggi. Diventerà il Primo Ministro del Giappone lavorando per rafforzare la posizione del suo paese tra i paesi leader della missione ANNEX I. Poteri di Ichiro sono basati sul Polypedilum vanderplanki che, proprio come la sua larva, gli conferisce un carapace pressoché invulnerabile, una forza aumentata e la capacità di entrare in criptobiosi e risvegliarsi grazie a dell'acqua.
Nanao Akita (秋田 奈々緒?, Akita Nanao)
Doppiata da: Ayako Kawasumi
Amica d'infanzia e interesse amoroso di Shokichi che, dopo che il suo patrigno è stato ucciso dallo stesso, si unisce all'equipaggio della spedizione BUGS2. Tutto ciò a cui aspira è una vita tranquilla assieme a Shokichi dopo il successo della missione e il ritorno sulla Terra, tragicamente Nanao è la prima vittima dei Terra Formars, uccisa da uno scarafaggio che le spezza il collo, morirà tra le braccia dello stesso Shokichi. I suoi poteri sono stati basati sul Falena della seta, muore prima di poter essere in grado di mostrare il proprio potere, fino a quando uno dei Terra Formars, venti anni dopo, copia i suoi poteri.
Donatello K. Davis (ドナテロ・K・デイヴス?, Donatero K Deivusu)
Doppiato da: Rikiya Koyama
Il capitano della spedizione BUGS2 nonché padre di Michelle. I suoi poteri si basano sulla Paraponera clavata, una formica talmente feroce che addirittura le formiche soldato evitano il loro percorso, ed è l'insetto che è dotato di più forza in assoluto. Si è mostrato in grado di dividere in due un Terra Formars, quando prima erano intoccabili, con la pura forza delle braccia e di stritolarne la testa con una sola mano. Si sacrifica combattendo da solo un'orda di scarafaggi per permettere ai compagni di fuggire, viene ucciso da Victoria Wood quando oramai è allo stremo delle forze.
Thien (ティン?, Tin)
Doppiato da: Tomohisa Hashizume
Membro dell'equipaggio proveniente dalla Thailandia, i suoi poteri sono basati sulla locusta del deserto; tale trasformazione gli conferisce un'estrema forza nelle gambe, grazie alla quale riesce a lanciare poderosi calci con i quali riesce addirittura a decapitare un Terra Formars. Si sacrifica per permettere a Shokichi e Ichiro di utilizzare la capsula di emergenza del BUGS2 permettendo loro di salvarsi ma muore a seguito di un'overdose del siero che gli permette il completo risveglio, ritrovandosi il corpo quasi completamente trasformato in locusta. In punto di morte abbraccia Shokichi e piangendo assieme a lui lo definisce un ottimo amico.
Zhang Ming-Ming (張 明明（チョウ ミンミン）?, Chō Minmin)
Doppiata da: Ayahi Takagaki
Il sottotenente della spedizione BUGS2, è una donna cinese, i cui poteri sono basati sulla Mantide, durante la trasformazione le sue braccia divengono identiche a quelle di una mantide, e con esse riesce a tagliare facilmente i Terra Formars. Viene uccisa nella fuga finale da uno dei due Terra Formars evoluti usciti dall'uovo.
God Lee (ゴッド・リー?, Goddo Rī)
Doppiato da: Kenjirō Tsuda
Membro dell'equipaggio proveniente da Israele, i cui poteri sono basati sul Coleottero bombardiere. La sua abilità, come quella dell'insetto, è la capacità di produrre e miscelare il perossido di idrogeno e l'idrochinone. Combinando le due sostanze, può far fuoriuscire da entrambi i palmi delle mani un getto di benzochinone creando enormi esplosioni avanti a sé. È il primo a essere facilmente ucciso dai Terra Formars, anche grazie alla sua natura solitaria.
Maria Viren (マリア・ビレン?, Maria Biren)
Doppiata da: Nana Mizuki
Nativa della Russia, i suoi poteri si basano sul Coleottero Arcobaleno. Viene uccisa facilmente da un calcio portato da un Terra Formars, che elude perfino la resistenza naturale degli scudi che le dona la sua trasformazione in insetto.
Victoria Wood (ヴィクトリア・ウッド?, Vikutoria Uddo)
Doppiata da: Ami Koshimizu
Nativa del Sudafrica, i suoi poteri si basano sulla Vespa Gioiello grazie ai quali riesce, utilizzando le dita come aculei, a schiavizzare i Terra Formars ai suoi voleri e addirittura a nascondersi nel loro corpo. Proverà a tradire l'equipaggio assieme a Ichiro trafugando un uovo, rivelerà in seguito i suoi piani di conquista della Terra, grazie al suo potere. Inaspettatamente l'uovo si schiude, e ne escono due Terra Formars evoluti che risultano immuni al suo potere. Morirà nello schianto della BUGS2.

### Equipaggio ANNEX1
Akari Hizamaru (膝丸 燈?, Hizamaru Akari)
Doppiato da: Yoshimasa Hosoya
Membro giapponese della spedizione di ANNEX1, è figlio di Nanao Akita (anche se creato artificialmente), ereditando in tal modo i suoi geni e guadagnando anche alcuni poteri latenti. Difatti i suoi poteri sono basati sulla Falena della seta, permettendogli di generare fili sottili ma incredibilmente forti ed elastici che anche i Terra Formars non sono in grado di vedere o rompere. In combattimento combina i suoi fili con le arti marziali, dimostrandosi mortale anche per i Terra Formars speciali. La sua personale arma da battaglia è una katana ad alta frequenza che può facilmente tagliare i Terra Formars, proprio come la spada di George Smiles, combinandola con le arti della spada della sua famiglia adottiva. Viene rivelato che i suoi poteri innati provengono dalla mantide, creando degli artigli simili a quelli dell'insetto sulle braccia e rendendo i suoi fili affilati e pieni di spine. Lui e Michelle hanno una mutuale attrazione reciproca, sebbene la loro relazione sia rimasta come subordinato e superiore.
Michelle K. Davis (ミッシェル・K・デイヴス?, Missheru Kei Deivusu)
Doppiata da: Shizuka Itō
La leader americana della spedizione ANNEX1, Michelle è la figlia di Donatello K. Davis, una delle vittime della spedizione BUGS2 e nipote di M. K. Davis, il dirigente responsabile della missione BUGS1. Come Akari, è la figlia di un soggetto della Procedura di insettificazione, che dà a Michelle gli stessi poteri del padre, quelli della Paraponera, che le conferiscono una formidabile forza e resistenza che le consente di sostenere i colpi dei Terra Formars e di schiacciarli facilmente, nonché la possibilità di far esplodere i suoi nemici dopo un paio di secondi come una bomba. Mentre affronta il Terra Formars con i poteri di suo padre, usa le sue personali armi da battaglia: sei propulsori jet (uno per ogni gomito, uno per ciascun piede e due dietro la schiena) che la rendono incredibilmente veloce e aumentano notevolmente l'impatto dei suoi colpi. Lei e Akari hanno una mutuale attrazione reciproca, sebbene la loro relazione sia rimasta come subordinato e superiore.
Marcos Eringrad Garcia (マルコス・エリングラッド・ガルシア?, Marukosu Eringuraddo Garushia)
Doppiato da: Kaito Ishikawa
Un ragazzo messicano che si unisce all'equipaggio della ANNEX1 insieme con i suoi amici d'infanzia Alex e Sheila per sfuggire alla povertà del suo paese e ottenere una cittadinanza americana. I suoi poteri derivano dal Ragno cacciatore dandogli grande forza, ferocia e incredibile velocità con cui può uccidere enormi numeri di Terra Formars (tra l'altro prede naturali del suo ceppo animale), non lasciando loro il tempo di contrattaccare. Nonostante la sua velocità incommensurabile, la sua resistenza è un po' bassa, costringendolo a ricaricarsi dopo aver combattuto per troppo tempo, lasciandolo vulnerabile agli attacchi. In combattimento, Marcos usa anche una staffa che chiama "Arachnebuster Mk.II" che usa per deviare gli attacchi a distanza e impalare gli scarafaggi.
Alex Kandley Stewart (アレックス・カンドリ・スチュワート?, Arekkusu Kandori Suchuwāto)
Doppiato da: Kenn
Un ragazzo messicano amico d'infanzia di Marcos e Sheila che sogna di diventare un giocatore di baseball professionista. I suoi poteri derivano dall'aquila arpia, che gli permettono di volare, rendere la sua vista otto volte più forte degli umani e dei muscoli della parte superiore del corpo incredibilmente forti. Grazie alla sua grande forza di presa, Alex è in grado di lanciare le cose così velocemente che il loro impatto sul bersaglio è come un proiettile, e grazie alla sua grande vista può lanciare cose da distanze impossibili in modo che il nemico non le veda nemmeno arrivare.
Sheila Levitt (シーラ・レヴィッ?, Shīra Revitsu)
Doppiata da: Ai Kayano
Una ragazza messicana che insieme con i suoi due amici d'infanzia Marcos e Alex. Sembra avere una cotta per Shokichi. Viene uccisa quando, mentre sta cercando di catturare un Terra Formars, l'insetto usa inaspettatamente i poteri del Coleottero bombardiere, assimilati da God Lee nella spedizione BUGS2, aprendogli un buco nel petto. Muore mentre prova a confessare i suoi sentimenti a Shokichi, il quale apparentemente riesce a capirla.
Keiji Onizuka (鬼塚 慶次?, Onizuka Keiji)
Doppiato da: Daisuke Ono
Un ex campione di boxe leggero che si è unito alla missione per pagare i debiti di cura per il suo intervento alla retina. I suoi poteri derivano dalla canocchia pavone, rendendolo incredibilmente forte e resistente, in grado di rigenerare gli arti persi dopo pochi minuti con poco sforzo. Oltre ai loro potenti colpi, la canocchia possiede anche uno degli occhi più avanzati nel regno animale, che gli permette di vedere chiaramente nell'oscurità.
Kanako Sanjō (三条 加奈子?, Sanjou Kanako)
Doppiata da: Chiaki Takahashi
Un membro dell'equipaggio della ANNEX1 che si è unita alla missione per interrompere i suoi legami con la sua famiglia disonesta. I suoi poteri derivano dal rondone codaspinosa golabianca, che le conferisce una pelle leggera di amilosio e muscoli del petto abbastanza forti per sollevare il suo corpo in aria. Mentre vola, è così veloce che i Terra Formars non possono eguagliare i suoi movimenti, e come arma usa due lame poste sulle ali che le permettono di uccidere rapidamente gli scarafaggi.
Yaeko Yanasegawa (柳瀬川 八恵子?, Yanasegawa Yaeko)
Doppiata da: Chiaki Takahashi
Una ragazza giapponese che si è unita alla ANNEX1 a causa dei suoi debiti finanziari. I suoi poteri derivano dalla moffetta comune ed è in grado di produrre un odore così forte che anche i Terra Formars si tengono lontani da lei (per un po' di tempo), ma le mancano le capacità offensive. Se usate insieme con Akari, tuttavia, le sostanze chimiche che producono l'odore possono causare danni letali ai suoi avversari.
Jared Anderson (ジャレッド・アンダーソン?, Jareddo Andāson)
Doppiato da: Katsui Taira
Un americano che si è unito alla ANNEX1 per pagare i suoi debiti economici. I suoi poteri derivano dall'orca, rendendolo in grado di utilizzare l'ecolocalizzazione con l'invio di onde ultrasoniche e attraverso il riflesso di queste onde è in grado di localizzare e identificare con precisione i nemici anche se sono sottoterra o non visibili. Viene colpito alla gola dal Terra Formar Pesce arciere e poi decide di sacrificarsi per proteggere i membri inconsci della sua squadra dai Terra Formars Echidna.
Sylvester Asimov (シルヴェスター・アシモフ?, Shiruvesutā Ashimofu)
Doppiato da: Unshou Ishizuka
Il capo della squadra russa. Ha scelto di aderire al Progetto ANNEX per salvare sua figlia dal micidiale virus A.E. che affligge la Terra. È una persona molto perspicace, in grado di dedurre i poteri della forma base degli altri semplicemente analizzandoli. Possiede anche delle teorie sull'origine dell'intelligenza e adattabilità dei Terra Formars, definendoli "Il ricordo lasciato dai Raab". I suoi poteri derivano dal granchio gigante della Tasmania, che gli conferiscono un'incredibile forza e resistenza, in grado di incassare i colpi pesanti degli scarafaggi senza nemmeno essere danneggiato e schiacciarli facilmente. Inoltre è in grado di rigenerare eventuali arti persi dopo pochi minuti con poco sforzo. È anche un praticante di sambo e judo. Rimane indietro con Liu e Shoukichi mentre gli altri sopravvissuti scappano.
Ivan Perepelkin (イワン・ペレペルキナ?, Iwan Pereperukina)
Doppiato da: Kenji Akabane
Un membro della squadra russa che si è unito alla squadra della ANNEX insieme con la sorella Elena. A differenza degli altri membri della squadra russa, Ivan è sempre allegro e positivo. Dopo che sua sorella è stata uccisa, cerca di comportarsi in modo più serio nei confronti della sua squadra, con risultati diversi. I suoi poteri derivano, sorprendentemente, dalla pianta Datura stramonium, e lo rendono capace di causare febbre, allucinazioni, disfunzioni respiratorie e persino insufficienza cardiaca al suo avversario quando colpito. Di solito applica la dose sbagliata del veleno, che finisce per uccidere i Terra Formars. In combattimento, Ivan usa anche granate che rilasciano il proprio veleno come un gas, avvelenando tutti gli obbiettivi che lo inalano.
Elena Perepelkina (エレナ・ペレペルキナ?, Erena Pereperukina)
Doppiata da: Romi Park
Un membro della squadra russa che si unisce al Progetto Annex accanto al fratello Ivan. A differenza di suo fratello, è sempre calma, seria e sicura di sé. Mentre cerca di catturare un Terra Formars usando una rete speciale, l'insetto usa inaspettatamente la sua super velocità per decapitarla.
Alexander Asimov (アレクサンドル・アシモフ?, Arekusandoru Ashimofu)
Doppiato da: Toru Nara
Un membro della squadra russa e genero di Sylvester, che si è unito al Progetto ANNEX per trovare la cura del virus A.E. e salvare sua moglie e il bambino non ancora nato. Appare sempre rilassato ed è estremamente fedele alla sua causa e ai suoi compagni. I suoi poteri derivano dal cervo volante di Sumatra che, anche se non molto forte, gli permette di bruciare le sue viscere per creare fumo, e di tagliare facilmente i Terra Formars con dei pugnali che ricordano le corna dell'insetto. Nonostante venga ferito, si lancia in una missione suicida contro la squadra cinese all'interno dell'ANNEX per uccidere Hon, esitando però a ucciderla scoprendo che si tratta di una ragazzina e venendo attaccato da Jet, Xi e Dorjiberke. Muore a causa di un'overdose del siero quando Hon lo implora di non uccidere Xi.
Nina Yujik (ニーナ・ユージック?, Nīna Yūjikku)
Doppiata da: Yūko Kaida
Un membro della squadra russa che ha aderito al Progetto ANNEX insieme con il marito Aaron. Nonostante l'amore per il marito, Nina sembra avere un'attrazione reciproca nei confronti di Ivan Perepelkin. I suoi poteri derivano dallo scorpione giallo, che la rende capace di far crescere due code di scorpione, la prima dalla coda di cavallo e la seconda dal coccige, e produrre un veleno molto pericoloso. A parte i suoi poteri, è una praticante addestrata nel Sambo, un'arte marziale di autodifesa russa, e la usa efficacemente in combinazione con i suoi poteri. Viene uccisa da un Terra Formar evoluto.
Aaron Yujik (アーロン・ユージック?, Āron Yūjikku)
Doppiato da: Masami Iwasaki
Un membro della squadra russa che ha aderito al Progetto ANNEX insieme con la moglie Nina. I suoi poteri derivano dal centipede cinese dalla testa rossa che rende la sua pelle (ad eccezione delle sue articolazioni) sia resistente sia dura. Muore mentre protegge sua moglie dal Terra Formar libellula, e il suo cadavere viene preso dai Terra Formars.
Sergei Seleznyov (セルゲイ・セレズニョフ?, Serugei Serezunyofu)
Doppiato da: Kengo Tsuji
Un membro della squadra russa. I suoi poteri derivano dalla talpa di montagna giapponese, che gli dà la capacità di scavare tunnel sottoterra molto velocemente grazie ai suoi grandi artigli e alle forti braccia. Viene ucciso dai Terra Formars durante la battaglia finale per raggiungere la nave di evacuazione.
Anastasia Andreevna Politkovskaya (アナスタシア・アンドレーヴナ・ポリトコフスカヤ?, Anasutashia Andorēvuna Poritokofusukaya)
Doppiato da: Sumire Uesaka
Un membro della squadra russa e conoscente di Nina Yujik. I suoi poteri derivano dal ragno a botola, il che significa che, insieme con Sergei, è la scavatrice di galleria della squadra. Lei e Ivan sono gli unici membri superstiti della squadra russa che riescono a tornare sulla Terra.
Liu Yiwu (劉 翊武（リュウ イーウ）?, Ryū Īu)
Doppiato da: Tetsuo Komura
Il capo della squadra cinese. Tradisce il resto dell'equipaggio della ANNEX1 insieme con la sua squadra sotto gli ordini del suo paese d'origine per rapire Akari e Michelle, e consentire al suo paese di studiarli e trovare un modo per ricreare le loro abilità naturali al fine di rendere la Cina la superpotenza governativa della Terra. Lui e la sua squadra non solo mentono sul loro scopo, ma anche il loro passato e le loro forme base erano false. I suoi poteri derivano dal polpo dagli anelli blu, che lo rende incredibilmente forte e duraturo, in grado di riprendersi da colpi pesanti grazie a una veloce rigenerazione, generare tentacoli e fermare avversari forti. È anche in grado di generare un veleno molto forte dai suoi tentacoli ed è anche molto abile nel kempo. Quando i suoi compatrioti cercano di uccidere lui e Joseph, sopravvive e si schiera con Komachi. Alla fine rimane su Marte con Sylvester per aiutare Shoukichi a uccidere Joseph. Sacrifica la sua vita strappandogli il cuore e usandolo per rimpiazzare il cuore distrutto di Shoukichi per salvargli la vita.
Jet (ジェット?, Jetto)
Doppiato da: Hidenori Takahashi
Un membro della squadra cinese proveniente dalla Thailandia. I suoi poteri derivano dal gambero tigre pistola, che gli consentono di scagliare "onde d'urto" verso i nemici. Possiede anche un abito speciale con un sonar omnidirezionale su tutto il corpo, chiamato "Yellow Prawn-Goby", che gli permette di localizzare i nemici in ogni direzione, anche quando non riesce a vederli. È anche abbastanza abile in diverse arti marziali sud-asiatiche. Viene sconfitto da Akari che però gli ha permesso di vivere, e alla fine si ricongiunge con i membri sopravvissuti della sua squadra.
Bao Zhilan (爆 致嵐（バオ ツーラン）?, Bao Tsūran)
Doppiato da: Yūki Ono
Un membro della squadra cinese molto abile nella scherma e nel combattimento corpo a corpo. Successivamente viene rivelato che i suoi poteri derivano dall'Ascidiacea, il che significa che è stato clonato molte volte. La sua personalità amorale non significa che lui o i suoi cloni sono impazziti, e ognuno ha una personalità diversa, sebbene molto simile. Uno dei cloni è stato ucciso da Joseph, altri tre sono stati uccisi da Marcos, quelli rimasti dormienti nell'ANNEX sono stati uccisi dai Terra Formars infiltrati, mentre i rimanenti sono rimasti con Liu Yiwu. L'originale risulta essere con il Generale Kai a bordo della nave da guerra Kuzuryu. L'originale Bao viene ucciso una volta per tutte da Sylvester, che gli dà un colpo alla testa.
Xi Chun-Li (西 春麗（シィ チュンリー）?, Si Chunrī)
Doppiata da: Sayaka Ōhara
Un membro della squadra cinese. I suoi poteri derivano dalla Metasepia pfefferi, che la rendono capace di ricrescere gli arti mancanti e di alterare rapidamente il colore della pelle a piacimento, rendendola praticamente invisibile. È anche un'artista marziale esperta. Nonostante provi a uccidere Keiji, dopo aver protetto Hon, entrambi concordano di lavorare insieme per uccidere il Terra Formar tasso del miele, cadendo poi inconsci in quanto provati dallo scontro. Alla fine si riunirà con Jet e Dorjiberke e salirà a bordo della Kuzuryu.
Hon (紅（ホン）?, Hon)
Doppiata da: Nozomi Sasaki
Il membro più giovane della squadra cinese, semplice ed emotiva e vede Xi come una sorella maggiore. I suoi poteri derivano, incredibilmente, da un batterio letale. Questo la rende un'arma biologica vivente capace di uccidere ogni Terra Formars e umano entro un certo raggio se non ha una tuta protettiva. Lei e Xi vengono catturati dalle altre Squadre e alla fine le viene permesso di tornare sulla Terra insieme con gli altri membri cinesi.
Borgijin Dorjiberke (ボルジギーン・ドルヂバーキ?, Borujigīn Dorujibāki)
Doppiato da: Takahiro Fujiwara
Un membro della squadra cinese della Mongolia con un acuto senso dell'olfatto, che fu quasi costretto a unirsi al Progetto ANNEX. I suoi poteri derivano dal lupo grigio e le sue abilità sono considerate alla pari con quelle di tipo insetto. Viene sconfitto (e probabilmente ucciso) dagli sforzi congiunti di Akari, Yaeko ed Eva. Più tardi viene mostrato che è sopravvissuto al fianco di Jet e alla fine si riunisce con Hon e Xi.
Adolf Reinhard (アドルフ・ラインハルト?, Adorufu Rainharuto)
Doppiato da: Kōji Yusa
Il capo della squadra tedesca. Apparteneva alla U-NASA fin dalla più tenera età, dal momento che aveva perso entrambi i genitori in una Procedura di insettificazione fallita, e sebbene poteva andare a scuola era sottoposto a un severo dovere di riservatezza, oltre alla sorveglianza e all'ispezione sanitaria. Un giorno incontrò una ragazza e se ne innamorò, sposandola e avendo anche un figlio. Dopo essere diventato un ufficiale ha addestrato le sue reclute, diventando per loro una figura paterna. Alla fine scoprì che sua moglie aveva una relazione con un altro uomo e che probabilmente suo figlio non era correlato a lui in quanto non mostrava segni di passaggio generazionale delle sue abilità. I suoi poteri derivano dall'anguilla elettrica, rendendo il suo corpo più forte e più resistente e permettendogli di generare scosse elettriche incredibilmente potenti dai suoi muscoli. Adolf porta anche coltelli da lancio che usa per trasmettere le sue scosse elettriche, riuscendo a uccidere un grande gruppo di scarafaggi con un singolo attacco.
Eva Frost (エヴァ・フロスト?, Eva Furosuto)
Doppiato da: Ayane Sakura
Un membro della squadra tedesca che fa amicizia con Akari, Michelle, Sheila, Marcos e Alex. Una ragazza buona e ingenua, ma anche goffa e molto emotiva, incline al collasso quando è in preda al panico, ma capace di grande coraggio in situazioni terribili. La sua famiglia era molto iperprotettiva, controllante e ipocondriaca, e dopo aver perso la fortuna la vendettero alla U-NASA che la costrinse a sottoporsi all'Operazione Mosaic Organ. I suoi poteri derivano dalla planaria e le hanno permesso di rigenerarsi completamente dall'esplosione che ha ucciso Adolf e il resto della sua squadra. Assorbendo le cellule di Adolf, ora ha anche i suoi poteri elettrici.
Isabella R. Leon (イザベラ・R・レオン?, Izabera R Reon)
Doppiata da: Kanako Toujô
Una ragazza brasiliana e membro della squadra tedesca che funge da sorella maggiore per Eva Frost e gli altri compagni della sua squadra. I suoi poteri derivano dal Sia ferox, questo le conferisce ferocia e la rende incredibilmente forte, riuscendo a muoversi e saltare molto facilmente. Viene uccisa da uno dei Terra Formars speciali.
Joseph Gustav Newton (ジョセフ・グスタフ・ニュートン?, Josefu Gusutafu Nyūton)
Doppiato da: Akira Ishida
Il capo della squadra di Roma. È un giovane estremamente muscoloso, rilassato e flirtante, ed è considerato la persona più forte dell'equipaggio dell'ANNEX1, essendo abbastanza potente da uccidere abbastanza Terra Formars facendo un mucchio delle dimensioni di montagne dai loro corpi. È il culmine di 600 anni di allevamento selettivo negli esseri umani, con un intelletto superiore e una forza sovrumana. L'origine della sua forma base non viene mai rivelata, ma gli dà la possibilità di ricrescere gli arti e generare elettricità. La sua arma è la stessa spada usata da George Smiles, un membro dell'equipaggio di BUGS1, 43 anni prima. Appare appena in tempo per salvare Yaeko e Alex da un'orda di Terra Formars, e sconfigge uno dei cloni di Bao quando quest'ultimo cerca di usare Michelle come esca. Propone il matrimonio con Michelle (con sua grande incredulità) prima di spostarsi per affrontare Liu Yiwu e gli altri cloni. Dopo aver ucciso un clone e incapacitandone un altro, lui e Liu incominciano a combattere uno contro uno, venendo quasi uccisi dai cinesi, ma in qualche modo sopravvivono e arrivano per aiutare Komachi. Alla fine tradisce l'equipaggio dell'ANNEX1, rivelando che il suo scopo nella missione era di trovare una compagna adatta, che Michelle aveva dimostrato di essere, ma l'attrattiva di lei per Akari lo spinse oltre il limite, costringendolo a ricordare la prima volta che era stato respinto da una ragazza che amava, il che era un atto che il suo ego non poteva permettere. Affronta Shōkichi in una lotta uno contro uno e alla fine perde quando Shōkichi sfrutta l'incapacità di Joseph di comprendere l'amore o le connessioni emotive e viene ucciso quando Shōkichi usa l'arto reciso del Terra Formars mantide per dividerlo a metà, decapitarlo e tagliare la sua testa in due. In seguito viene rivelato che è sopravvissuto in quanto aveva assorbito i poteri da planaria di Eva in precedenza, rigenerando lentamente il suo corpo e venendo riportato sulla Terra dai membri della sua famiglia, convinto di aver superato l'umanità. Viene quindi rivelato che pianificano di usarlo come portavoce fantoccio una volta che avranno conquistato il mondo. Tuttavia, la sconfitta e il ricordo del rifiuto di Michelle lo hanno reso insano.
Wolf Redfield (ウルフ・レッドフィールド?, Urufu Reddofīrudo)
Doppiato da: Shinnosuke Tachibana
Un membro della squadra americana che aspira a diventare ingegnere, da qui il motivo per cui è entrato a far parte del progetto ANNEX. I suoi poteri derivano dallo squalo martello, che gli conferisce le ampolle di Lorenzini, permettendogli di rilevare anche i più minimi impulsi elettrici.
Peggy Forty (ペギー・フォーティ?, Pegī Fōti)
Doppiata da: Emi Hirayama
Un membro della squadra americana. I suoi poteri derivano dall'echidna, che le permettono di scavare nel terreno con i suoi artigli e di far crescere aghi dal suo corpo per perforare i suoi nemici. Viene catturata dal Terra Formar libellula che la fa cadere in mezzo agli altri Terra Formars, i quali la uccidono per prendere la sua abilità.
Erika Nakanojō (中之条 江莉佳?, Nakanojou Erika)
Doppiata da: Ai Kakuma
Un membro della squadra americana. I suoi poteri derivano dal geco giapponese di Schlegel, che le permettono di aderire alla maggior parte delle superfici senza l'uso di liquidi o la tensione della superficie.
Amelia Venkatesh (アミリア ヴェンカテッシュ?, Amiria Venkatesh)
Doppiata da: Eri Kitamura
Un membro della squadra americana, i cui poteri derivano dal narvalo, che le fanno crescere un corno in fronte e le permettono anche di trattenere il respiro per un tempo incredibilmente lungo. Si innamora di Keiji. Durante l'infiltrazione nell'ANNEX riesce a rimanere abbastanza cosciente da inviare un messaggio sulla Terra, ma è solo in grado di chiedere aiuto, incapace di informare sul tradimento della Cina.
Ryuichi e Ryuji Robson (竜一・ロブソン 竜二・ロブソン?, Ryuichi Robuson Ryuji Robuson)
Fratelli gemelli membri della squadra americana. I loro poteri derivano dal ragno dalla faccia di Ogre, che permette loro di sparare fili dalle dita, tuttavia ne possono sparare solo una alla volta. Ryuji viene bruciato vivo durante la corsa finale verso la nave di evacuazione, mentre Ryuichi riesce a evacuare.

### Altri
Alexander Gustav Newton (アレクサンドル・グスタフ・ニュートン?, Arekusandoru Gusutafu Nyūton)
Doppiato da: Jouji Nakata
Il supervisore senior del progetto BUGS2 della U-NASA. È lui che ha avuto l'idea della Procedura di insettificazione poiché sapeva che gli umani normali non avrebbero avuto alcuna possibilità dopo che suo nipote, George Smiles (un membro dell'equipaggio della BUGS1), aveva mandato una testa di scarafaggio sulla Terra prima di morire. Osservò la missione BUGS2 dalle telecamere interne e capì che gli scarafaggi stavano imparando a usare le loro armi da fuoco. Successivamente ha commentato che gli scarafaggi si sono evoluti così tanto su Marte e gli umani non l'hanno previsto, e che il muschio che i loro antenati avevano piantato era stato cambiato.
Shichisei Hiruma (蛭間 七星?, Hiruma Shichisei)
Doppiato da: Toshiyuki Morikawa
Il fratello minore di Ichiro. È il maggiore della Japan Air and Self Defense Force e vice-comandante del progetto ANNEX della U-NASA.
Kou Honda (本多 晃?, Honda Kō)
Doppiato da: Hiroshi Yanaka
Un professore dell'Istituto di tecnologia di Tokyo che ha supervisionato la missione BUGS2. Ha corrotto Victoria e Ichiro per ottenere un uovo di scarafaggio e trasformarlo in una potenza militare. Dopo che Victoria fu uccisa e lui provò a chiamarla gli rispose invece Alexander: aveva scoperto il suo piano e gli aveva detto di guardare mentre l'equipaggio combatteva contro gli scarafaggi. Venti anni dopo si nasconde, fino a quando fu trovato e interrogato da Shichisei, che gli raccontò di come la Procedura di insettificazione era migliorata di molto grazie al DNA di altre specie animali. Poi lui e la sua ricerca sono usati come leva per garantire che il Giappone manterrà la lealtà degli altri paesi coinvolti nel progetto ANNEX, pur mantenendo la Cina sotto controllo.
Gerald Goodman (グッドマン?, Guddoman)
Doppiato da: Kenichi Morozumi
Il presidente degli Stati Uniti nel 2620 e alleato di Ichiro Hiruma.
Luke Snorresson (ルーク・スノーレソン?, Rūku Sunōreson)
Doppiato da: Juurouta Kosugi
Il presidente della Federazione di Roma nel 2620. Sceglie di rimanere fedele al Giappone dopo che Ichiro Hiruma accenna casualmente che ha trovato il professor Kou Honda. Afferma che mentre Ichiro non è un politico brillante, riconosce che è stato abbastanza intelligente da aspettare che i suoi nemici si mostrassero.
Petra Eheim (ペトラ・エイハイム?, Petora Eihaimu)
Doppiata da: Yuuko Tachibana
La Cancelliera della Germania nel 2620. Sceglie di rimanere fedele al Giappone dopo che Ichiro Hiruma accenna casualmente che ha trovato il professor Kou Honda.
Yuriko Minamoto (源 百合子?, Minamoto Yuriko)
Doppiata da: Haruka Tomatsu
Un'orfana e amica d'infanzia di Akari. Era una delle tante infette dal virus A.E. e aveva bisogno di un trapianto per vivere più a lungo, ma morì 2 giorni prima che Akari incontrasse Shokichi e Michelle.
Sakurato Harukaze (春風 桜人?, Harukaze Sakurato)
Doppiato da: Yuzu Aoki
Un bambino di dieci anni infettato dal virus A.E. con cui Akari fa amicizia durante il suo addestramento alla U-NASA. Akari gli promette di trovare una cura per la sua malattia il giorno in cui si imbarca su Marte, nonostante Michelle gli abbia detto di non dargli molte speranze. Attualmente è ricoverato presso la U-NASA.
Gina S. Asimov (ジーナ・S・アシモフ?, Jīna S Ashimofu)
Doppiata da: Akeno Watanabe
La figlia di Sylvester e la moglie di Alexander, che è stata infettata dal virus A.E. durante la gravidanza. Mentre all'inizio rifiutava le avances di Alexander, la sua perseveranza la fece innamorare di lui. Attualmente è ricoverata nella U-NASA.
Rosa Reinhardt (ローザ・ラインハルト?, Rōza Rainharuto)
Doppiata da: Minako Kotobuki
La moglie di Adolf, che ha incontrato durante i suoi giorni di college. Ha tradito suo marito un anno prima che si imbarcasse su Marte, avendo un figlio con un altro uomo. Nonostante ciò, Adolf si preoccupava ancora di lei, poiché temeva di perdere l'unica persona che lo faceva sentire "umano".
Jessica Bellwood (ジェシカ・ベルウッド?, Jeshika Berūddo)
Doppiata da: Yuriko Yamaguchi
Una scienziata che lavora per la filiale tedesca della U-NASA. Suo marito, Thomas Bellwood, era un membro dell'equipaggio della missione BUGS1. È lei che rivelò ad Adolf che suo figlio non era il suo.
Rokka Hiruma (蛭間 六嘉?, Hiruma Rokka)
Doppiata da: Takahiro Mizushima
Il fratello di Ichiro e Shichisei, che è stato inviato alla filiale tedesca della U-NASA per discutere dei poteri di Akari.
Kai Yanchao (凱延超（カイ・ヤンチャオ）?, Kai Yanchao)
Un generale cinese e capitano della nave da guerra Kuzuryu mandati dal suo paese per catturare Akari e Michelle. I suoi poteri derivano dal fungo Cordyceps, che gli consentono di manipolare i cervelli degli insetti e trasformarli in "fantocci" sparando spore dal palmo delle sue mani.

### Terra Formars
I principali antagonisti della serie, che detengono un odio innato per tutti gli esseri umani. Sono scarafaggi marziani alti 2 metri con corpi umanoidi simili all'Homo erectus, evoluti da una misteriosa civiltà, i Raab, che hanno anche creato l'umanità. La loro anatomia interna è quasi identica a quella dei normali scarafaggi, rimangono perfino in vita anche quando vengono decapitati finché il ganglio subesofageo è intatto e vi è un passaggio aperto di aria verso i polmoni. Non sentono alcun dolore e mantengono tutte le capacità normali degli scarafaggi, come l'incredibile velocità, la forza e la resistenza, ma elevata a misura d'uomo, permettendo loro di sconfiggere facilmente un normale essere umano. La loro discendenza dagli insetti è svelato da piccole antenne, un paio di cerci al di sopra del loro sedere, e l'elitra che copre le ali. Sono animaleschi, adattabili, con un forte istinto di sopravvivenza, animalisti, inclini alla sopravvivenza e individualmente intelligenti a diversi livelli. Si sono evoluti diversi tipi di Terra Formars, che si sono adattati velocemente dopo l'arrivo della nave BUGS2; durante la missione della nave ANNEX1 si viene a scoprire che alcuni hanno adottato le stesse trasformazioni in insetto che caratterizzavano i membri dell'equipaggio della BUGS2, in qualche modo copiando la Procedura di insettificazione. Quando attaccano gli uomini, i Terra Formars si concentrano principalmente nella cattura di quelli feriti e sulle donne, probabilmente curiosi di studiare un individuo dal sistema di riproduzione diverso dal loro. Anche se non sembrano avere una struttura sociale, i Terra Formars evoluti posseggono un certo grado di leadership, unendo la loro specie in una sorta di truppa combattente e capace e conducendoli dal loro quartier generale nella piramide marziana, costruita dai Raab. Poiché non sembrano esserci individui di sesso femminili, è probabile che siano ermafroditi. Inizialmente i Terra Formars non provavano emozioni, avendo solo l'istinto dello scarafaggio. I continui scontri con i terrestri, soprattutto dei capi, gli fanno provare per la prima volta il senso del terrore nel trovarsi di fronte a qualcuno più forte di loro, comprendendo il termine del Predatore. L'amore per la lotta contro gli umani ha portato i Terra Formars evoluti a sviluppare personalità a sangue caldo che non possono resistere a una lotta uno contro uno. Inizialmente sembrano essere guidati da un leader somigliante molto a un monaco buddista che ha in qualche modo imparato il Kalaripayattu, ma alla fine viene ucciso da Alex in un ultimo attacco dopo che è stato gravemente ferito. Un secondo Terra Formar simile a un monaco conosciuto come Invocatore prende il suo posto, ma questo ha manierismi più in linea con uno scienziato che un guerriero, preferendo rapire e studiare gli umani piuttosto che ucciderli. La loro intelligenza è così alta che sono stati in grado di ricostruire la vecchia nave BUGS1 e farla tornare sulla Terra, infiltrandosi in case di diversi paesi e iniziando ad apprendere la conoscenza sociale umana attraverso computer, cellulari e libri presi dagli umani uccisi; hanno anche rubato automobili e vestiti. Hanno un motto scritto che recita: "NOI SIAMO IL COSMO". Sotto la loro nuova leadership, i Terra Formars si sono rivelati al pubblico e ora si impegnano in schermaglie aperte con l'equipaggio dell'ANNEX1 mentre tentano di rapire gli umani per sperimentare. Alla fine si stabiliscono su un'isola cinese artificiale e, in seguito a un'incursione dell'equipaggio dell'ANNEX1, viene rivelato che gli esperimenti che stanno eseguendo sono tutti al servizio dell'obiettivo dell'Invocatore per ripristinare la civiltà Raab.

## Media

### Manga
Scritto da Yu Sasuga e disegnato da Kenichi Tachibana, è stato serializzato su Miracle Jump dal 13 gennaio al 13 dicembre 2011. Successivamente è stato spostato su Weekly Young Jump dal 26 aprile 2012 dove è tuttora in corso.
In Italia la serie è pubblicata da Star Comics dal 6 febbraio 2014 a cadenza bimestrale.

### Anime
Nel settembre 2014 è stato trasmesso un adattamento anime a cura di Liden Films; è stato mandato in onda su Tokyo MX e in Italia la serie è trasmessa tramite simulcast da parte di VVVVID e Crunchyroll. Nel 2016 è andata in onda una nuova serie animata dal titolo Revenge e un film live action diretto da Takashi Miike. In Italia la serie anime, composta da 13 episodi, è visibile sottotitolata sempre su VVVVID, gratuitamente.

#### Episodi
OAV
| Nº | Giapponese 「Kanji」 - Rōmaji                                   | Prima edizione   | Prima edizione |
| Nº | Giapponese 「Kanji」 - Rōmaji                                   | Giapponese       |                |
| 1  | 「THE ENCOUNTER 既知との遭遇」 - THE ENCOUNTER kichi to no sōgū | 20 agosto 2014   |                |
| 2  | 「UNDEFEATED 敗れざる者たち」 - UNDEFEATED yaburezaru monotachi | 19 novembre 2014 |                |

Terra Formars
| Nº | Titolo italiano Giapponese 「Kanji」 - Rōmaji                                              | In onda           | In onda |
| Nº | Titolo italiano Giapponese 「Kanji」 - Rōmaji                                              | Giapponese        |         |
| 1  | Mutazione 「SYMPTOM 変異」 - SYMPTOM Hen'i                                                 | 26 settembre 2014 |         |
| 2  | Partenza per il fronte 「DEPARTURE 出陣」 - DEPARTURE shutsujin                            | 3 ottobre 2014    |         |
| 3  | Verso il pianeta fatale 「TO MARS 災いの星へ」 - TO MARS wazawai no hoshi e                | 10 ottobre 2014   |         |
| 4  | Guerra su ogni fronte 「WAR 全面戦争」 - WAR zenmen sensō                                  | 17 ottobre 2014   |         |
| 5  | Bambini prodigio 「EXCEPTIONAL TWO 奇跡の子」 - EXCEPTIONAL TWO kiseki no ko               | 24 ottobre 2014   |         |
| 6  | Due minuti 「2 MINUTES 2分間」 - 2 MINUTES 2-funkan                                        | 31 ottobre 2014   |         |
| 7  | Prode guerriero 「CRAB 猛士」 - Crab mōshi                                                 | 7 novembre 2014   |         |
| 8  | Organismo elettrico 「DER ZITTERAAL 電撃生物」 - DER ZITTERAAL dengeki seibutsu            | 14 novembre 2014  |         |
| 9  | Una goccia nella tempesta 「TOO SAD TO DIE 雷雨の一粒」 - TOO SAD TO DIE raiu no hitotsubu | 21 novembre 2014  |         |
| 10 | Desiderio 「DESIRE 願い」 - DESIRE negai                                                   | 28 novembre 2014  |         |
| 11 | Pugile 「BOXER ボクサー」 - BOXER bokusā                                                   | 5 dicembre 2014   |         |
| 12 | Traiettoria e impudenza 「SHOOTING STAR 軌道と無軌道」 - SHOOTING STAR kidō to mukidō      | 12 dicembre 2014  |         |
| 13 | Di qua e di là 「TERRA FOR MARS 彼方と此方」 - TERRA FOR MARS kanata to konata             | 19 dicembre 2014  |         |

Terra Formars: Revenge
| Nº | Titolo italiano Giapponese 「Kanji」 - Rōmaji                                                                       | In onda        | In onda |
| Nº | Titolo italiano Giapponese 「Kanji」 - Rōmaji                                                                       | Giapponese     |         |
| 1  | Due persone speciali 「2ND GENERATION 特別な二人」 - 2ND GENERATION tokubetsuna futari                              | 1º aprile 2016 |         |
| 2  | Capitano furioso 「CENTURY OF RAISING ARMS 怒りの艦長」 - CENTURY OF RAISING ARMS ikari no kanchō                   | 8 aprile 2016  |         |
| 3  | In cerca di alleati 「FRIEND HERE 同盟見参」 - FRIEND HERE dōmei kenzan                                             | 15 aprile 2016 |         |
| 4  | Tre fronti 「TRIPLE COMBAT 三つ巴」 - Triple Combat: Mitsudomoe                                                     | 22 aprile 2016 |         |
| 5  | Soldato e padre 「MAN ON A MISSION 兵士と父親」 - Man on a Mission: Heishi to chichioya                             | 29 aprile 2016 |         |
| 6  | Armi e tecnica 「STRATEGY AND TACTICS 武器と術」 - Strategy and Tactics: Buki to jutsu                              | 6 maggio 2016  |         |
| 7  | Il primo giorno 「HAPPY BIRTHDAY 最初の一日」 - Happy Birthday: Saisho no ichinichi                                 | 13 maggio 2016 |         |
| 8  | La rete del cacciatore 「WEB OF BEND 猟師の網」 - Web of Bend: Ryoushi no ami                                       | 20 maggio 2016 |         |
| 9  | Il primo 「THE FOREMOST 首位」 - The Foremost: Shui                                                                 | 27 maggio 2016 |         |
| 10 | Colonia 「NO PLACE TO HIDE 群体」 - No Place to Hide: Guntai                                                        | 3 giugno 2016  |         |
| 11 | Pugno silenzioso 「SILENCE OR VIOLENCE 不言の拳」 - Silence or Violence: Fugen no ken                               | 10 giugno 2016 |         |
| 12 | L'anima di chi non ha nulla 「STRENGTH OF WEAKEST 持たざる者の魂」 - Strength of Weakest: Motazaru mono no tamashii | 17 giugno 2016 |         |
| 13 | Rivoluzione in dodici secondi 「THE 12 SECONDS 12秒の革命」 - The 12 Seconds: 12 byou no kakumei                    | 24 giugno 2016 |         |

Terra Formars: Earth Arc
| Nº | Giapponese 「Kanji」 - Rōmaji                                                  | Prima edizione   | Prima edizione |
| Nº | Giapponese 「Kanji」 - Rōmaji                                                  | Giapponese       |                |
| 1  | 「BORN TO BE GUARDIAN 戦う理由」 - BORN TO BE GUARDIAN Tatakau Riyū            | 17 agosto 2018   |                |
| 2  | 「THE LIFE OF INVOKING 哀・生物たち」 - THE LIFE OF INVOKING ai seibutsu-tachi | 19 novembre 2018 |                |

### Film
Un film live-action basato su Terra Formars e diretto da Takashi Miike è uscito in Giappone il 29 aprile 2016.

### Light novel
Dalla serie sono state tratte diverse light novel.
La prima di esse è Terra Formars Lost Mission I (テラフォーマーズ THE OUTER MISSION I?, Tera Fōmāzu THE OUTER MISSION I) di Akira Higashiyama uscita il 21 novembre 2014. In seguito sono usciti altri due volumi a opera dello stesso autore, i quali si intitolano rispettivamente Terra Formars Lost Mission II (テラフォーマーズ THE OUTER MISSION II?, Tera Fōmāzu THE OUTER MISSION II) uscito il 25 agosto 2015 e Terra Formars Lost Mission III (テラフォーマーズ THE OUTER MISSION III?, Tera Fōmāzu THE OUTER MISSION III) pubblicato il 25 maggio 2016.
Un'altra light novel basata sulla serie, Terra Formars Lost Mission I: Tsuki no kioku (テラフォーマーズ LOST MISSION 1 月の記憶?, Tera Fōmāzu LOST MISSION 1 tsuki no kioku) di Akira Higashiyama, è uscita il 20 agosto 2014. Un ulteriore romanzo dal titolo Terra Formars Lost Mission II: Hibo e no kikan (テラフォーマーズ LOST MISSION 2 悲母への帰還?, Tera Fōmāzu LOST MISSION 2 hibo e no kikan) di Yumeaki Hirayama ha iniziato la serializzazione il 19 gennaio 2016 su Miracle Jump e il volume è uscito il 19 aprile 2016.

### Videogioco
Un videogioco sviluppato da FuRyu e intitolato Terra Formars: Akari hoshi no gekito (テラフォーマーズ 紅き惑星の激闘?, Tera Fōmāzu akaki wakusei no gekitō) è stato pubblicato per Nintendo 3DS il 2 aprile 2015 in Giappone. Una pachinko sviluppata da KYORAKU è uscita nel 2016 in Giappone.

## Accoglienza
Il sesto volume ha raggiunto il primo posto nella classifica settimanale dei manga di Oricon nella settimana dal 19 al 25 agosto 2013 con 317 248 copie. A febbraio 2015, i primi 11 volumi avevano in circolazione oltre 10 milioni di copie vendute. Ad agosto 2015, la serie aveva venduto 13 milioni di copie. Ad aprile 2018, il manga aveva oltre 16 milioni di copie stampate. A novembre 2018, aveva oltre 21 milioni di copie stampate.
Terra Formars si è classificato al primo posto nel sondaggio dei 20 migliori manga per lettori di sesso maschile della guida Kono manga ga sugoi! del 2013. Si è inoltre classificato secondo alla Zenkoku Shotenin ga Eranda Osusume Comic 2013, una classifica del 2013 dei primi 15 manga consigliati dalle librerie giapponesi. Nello stesso anno è stato anche nominato per il 6° Manga Taishō.